# Новосёлка (Подгаецкая городская община)
Новосёлка (укр. Новосілка) — село в Подгаецкой городской общине Тернопольского района Тернопольской области Украины.
До 2020 года входило в Подгаецкий район.
Население по переписи 2001 года составляло 1185 человек. Почтовый индекс — 48012. Телефонный код — 3542.